# アンソニー・ベーコン (1558-1601)

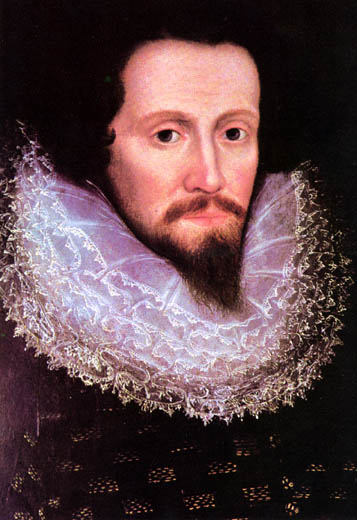
アンソニー・ベーコン（1594年）

アンソニー・ベーコン（Anthony Bacon, 1558年 - 1601年5月）は、テューダー朝期イングランドの政治家。スパイでもあった。哲学者フランシス・ベーコンの同母兄に当たる。
1558年、サー・ニコラス・ベーコンとその妻アン（旧姓クック）の息子としてロンドン・ストランド・ヨーク・ハウスに生まれる。父はエリザベス朝最初の大法官兼庶民院議長兼国璽尚書であり、母は女王エリザベス1世の側近である初代バーリー男爵ウィリアム・セシルの妻ミルドレッド・クックの妹だった。また、バーリー男爵とミルドレッド夫妻の息子で後の初代ソールズベリー伯ロバート・セシルは母方の従弟に当たる。
3歳年下の同母弟フランシスと行動を共にし、1573年に父の指示で一緒にケンブリッジ大学トリニティ・カレッジへ入学したが、1575年に学位を習得せず大学を去り、勉学は2年間だけだった。翌1576年にも弟と共にグレイ法曹院へ移ったが、1579年に父がわずかな遺産を残して死去すると、後ろ盾となるはずのバーリー男爵が手を貸してくれなかったため、フランシス共々エセックス伯ロバート・デヴァルーに近付き、フランシス・ウォルシンガムの諜報網を再建した。
1579年に父の死で帰国したフランシスと入れ替わるように諜報員として大陸へ渡り、1592年に帰国した。エセックス伯に仕えてからは諜報活動に専念しエセックス伯の諜報機関を一手に束ね、スペインに買収されたスパイを摘発、それが元で1594年に女王暗殺を企んだとしてポルトガル・ユダヤ人の女王侍医ロドリゴ・ロペスが逮捕される事件に発展した。アンソニーはエセックス伯と打ち合わせて事件を調査、ロペスから暗殺の自白を引き出した（後世の研究ではロペスは無実とされる）。また1593年の議会でフランシスと共に庶民院議員に選出されたが、健康が優れず登院しなかったという。
エセックス伯が女王と対立するとフランシスと共に仲介に奔走したが成功せず、1600年に女王の命令でエセックス伯の屋敷から退去させられた。翌1601年2月にエセックス伯が反乱を起こして処刑されると、後を追うように5月に亡くなった。健康に優れなかったことに加え、エセックス伯の救出活動による心労が死期を早めたとされる。遺産として父から受け継いだゴランベリー・ハウスはフランシスが相続した。